# 유수프 사발리
유슈프 사발리(프랑스어: Youssouf Sabaly, 1993년 3월 5일 ~ )는 프랑스 출신의 세네갈 축구 선수이다. 포지션은 풀백이며 현재 라리가의 레알 베티스 소속이다.

## 클럽팀 경력
사발리는 파리 생제르맹의 유소년팀에서 활약했다. 이후 2013-14시즌을 앞두고 토농 에비앙 FC로 임대를 떠났다. FC 소쇼-몽벨리아르와의 리그 개막전에서 프로 데뷔전을 치렀다.
2016-17 시즌을 앞두고 FC 지롱댕 드 보르도로 이적했다.

## 국가대표팀 경력
사발리는 프랑스의 다양한 연령별 대표팀에서 활약했다. 그 중에서 2013년 FIFA U-20 월드컵에 프랑스 U-20 축구 국가대표팀으로 참여했으며 이 대회에서 우승을 경험했다.
사발리는 세네갈계 부모님에게서 태어났었기 때문에 세네갈 대표팀에 선발될 수 있었으며, 2017년 세네갈 축구 국가대표팀에 처음으로 차출되었다.
2018년 FIFA 월드컵에 참여하는 세네갈 축구 국가대표팀 최종명단에 포함되었다.